# Arthur Williams Wright
Pour les articles homonymes, voir Wright.
Arthur Williams Wright (8 septembre 1836 - 19 décembre 1915) est un physicien américain. Wright passe la majeure partie de sa carrière scientifique à l'Université Yale, où il obtient le premier doctorat en sciences attribué hors d'Europe. Ses recherches, qui vont de l'électricité à l'astronomie, produisent la première image aux rayons X et expérimentent les rayons Röntgen. Il joue également un rôle déterminant dans l'obtention de financements pour le premier bâtiment de laboratoire de physique dédié aux États-Unis, le Sloane Physical Laboratory.

## Biographie
Wright est né à Lebanon, Connecticut, de Jesse Wright et Harriet Williams. Il fréquente la Bacon Academy à Colchester, Connecticut, puis est diplômé du Yale College en 1859. En 1861, il termine une thèse sur la mécanique des satellites à Yale sous la direction d'Hubert Anson Newton et obtient un doctorat, l'un des trois premiers décernés par une université américaine (Les deux autres ont été attribués à James Morris Whiton et Eugene Schuyler par Yale à la même occasion). Il passe deux ans en tant que collaborateur sur la nouvelle édition du dictionnaire Webster édité par le président de Yale Noah Porter. Par la suite, il devient précepteur à Yale, d'abord de latin de 1863 à 1866 puis de philosophie naturelle de 1866 à 1867. Il étudie également le droit et est admis au barreau en 1868, bien qu'il n'ait jamais pratiqué le droit. De 1868 à 1869, il étudie en Allemagne à l'Université de Heidelberg et à Berlin.

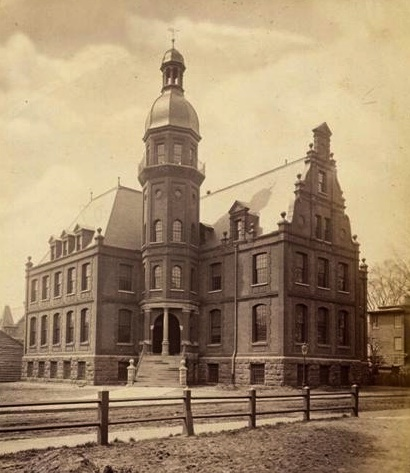
Le premier laboratoire de physique Sloane à Yale

Après avoir été professeur de physique et de chimie au Williams College de 1869 à 1872, il retourne à Yale, d'abord comme professeur de physique moléculaire et de chimie jusqu'en 1887. En 1883, Yale ouvre le premier laboratoire du pays destiné à la recherche en physique (le Sloane Physics Laboratory) en raison de l'influence et de l'amitié de Wright avec Henry T. Sloane et Thomas C. Sloane, frères et sœurs et anciens élèves de Yale. En 1911, un deuxième laboratoire Sloane, également doté par les Sloane, est le premier bâtiment achevé sur Science Hill. Ils dotent également une bourse pour les étudiants diplômés du laboratoire. De 1887 jusqu'à sa retraite en 1906, il est professeur de physique expérimentale.
Le 27 janvier 1896, Wright produit une photographie aux rayons X, à peine un mois après la publication de l'article fondateur de Wilhelm Röntgen On A New Kind Of Rays le 28 décembre 1895. Il s'agit de la première image radiographique produite dans le pays. Il contribue à de nombreux articles scientifiques, principalement sur des sujets astronomiques et électriques, à diverses publications. Il est membre de la Royal Astronomical Society et de l'Association américaine pour l'avancement des sciences ainsi que membre de l'Académie nationale des sciences et de l'Société américaine de physique.
Le 7 octobre 1875, il épouse Susan Forbes Silliman, la fille aînée de Benjamin Silliman Jr., professeur de chimie à Yale. Ils ont trois enfants, Susan, Dorothy et Arthur. Sa femme est décédée le 17 février 1890. Il prend sa retraite en 1906 et meurt chez lui à New Haven le 19 décembre 1915.

## Expériences avec les rayons Röntgen
En 1896, Wright expérimente un tube de Crookes de forme sphérique pour générer des photographies aux rayons X à longue exposition. Il croit que les rayons cathodiques exsudés dans la sphère sont dynamiquement différents de ceux découverts par Philipp Lenard seulement un an plus tôt. Pour l'avenir, Wright avait l'intention de rechercher le comportement de l'aluminium sous un rayon X et son effet associé à un courant électrique. Wright voit la possibilité d'utiliser les rayons pour les domaines chirurgicaux et médicaux, prédisant l'essor de la technologie des rayons X.
En 1966, l'Université Yale ouvre le Wright Nuclear Structure Laboratory (WNSL), en le nommant pour lui. Le WNSL est réaffecté et renommé Yale Wright Laboratory (Wright Lab) en 2017.
 